# Jean François Clément Morand

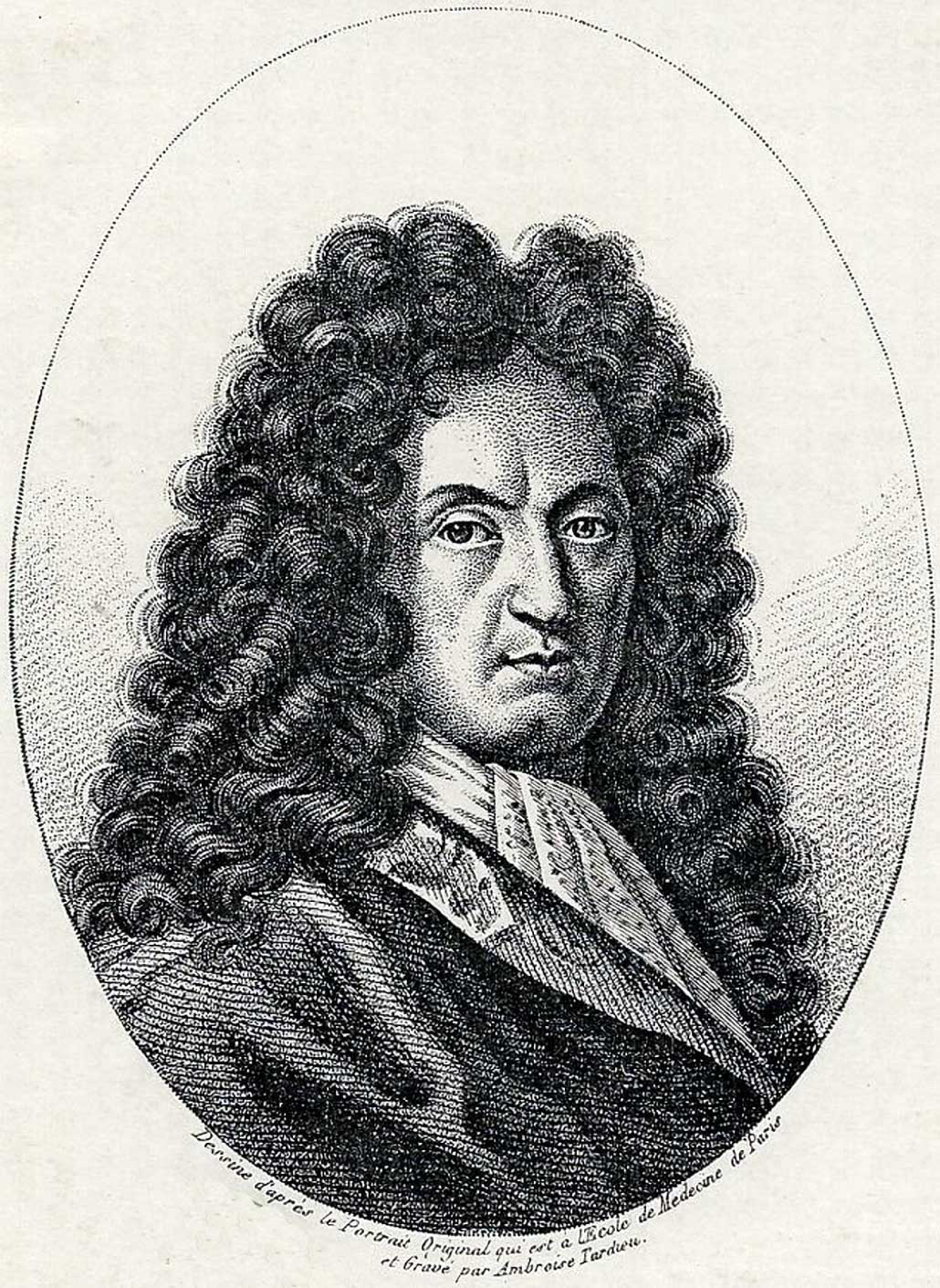
Jean François Clément Morand

Jean François Clément Morand (* 28. April 1726 in Paris; † 13. August 1784 ebenda) war ein französischer Chemiker, Mineraloge und Mediziner.

## Leben
Der Sohn des Chirurgen Sauveur François Morand und der Marie Clemence Guerin studierte ab 1743 und promovierte 1750 in seiner Heimatstadt. Er hielt ab 1750 als Professor Vorlesungen über Anatomie und Geburtshilfe an der Hebammenschule, wurde Adjunkt bei am Hôtel des Invalides, Professor an der medizinischen Fakultät und Mitglied der Académie des sciences. Er war auch Mitglied anderer Gelehrtengesellschaften in Europa.
Morand ist auch als Chemiker und Mineraloge nicht unbedeutend, wobei hier sein Werk L’art d'exploiter les mines de charbon de terre  (6 Sektionen, Paris 1769–1779) zu nennen ist.
Seine eigentlich medizinischen  Arbeiten bestehen nur aus kleineren Aufsätzen, so: Question de médecine sur les hermaphrodites (Paris 1748), Lettre sur l’instrument de Roger Roonhuysen (Paris 1755),  Recherches anatomiques sur la structure et l’usage du thymus. (Memoria de l’Acad. des sc. de Paris, 1759), Mémoire pour servir à l'histoire naturelle et médicale des eaux de Plombières  (ebenda 1768, T. V) und  Histoire d’une maladie tres-singulare arrivée à deux bouchers de l’Hôtel royal des Invalides (ebenda 1766).